# Stanan
Stanan je hidrid kalaja. Stanan se može pripremiti reakcijom između 4 i 4. Stanan se sporo razlaže na sobnoj temperaturi pri čemu se formira metalni kalaj i vodonik. On se može zapaliti u kontaktu sa vazduhom.
Varijante stanana mogu da budu visoko toksični gasoviti hidridi. Stanan je analog metana.